# Tropasteron magnum
Tropasteron magnum là một loài nhện trong họ Zodariidae.
Loài này thuộc chi Tropasteron. Tropasteron magnum được B.C.Baehr miêu tả năm 2003.